# Армяне в Сирии

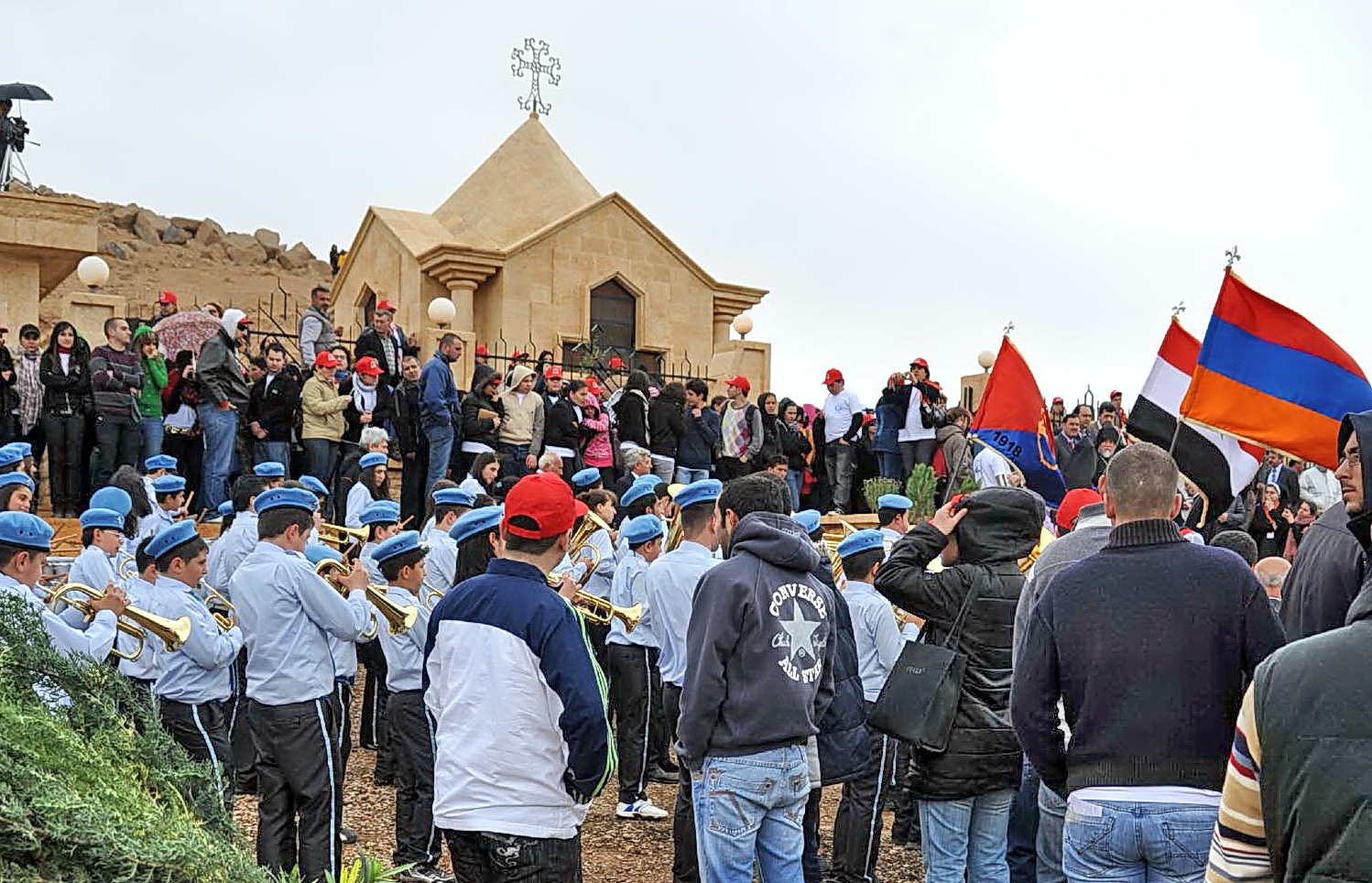
Армянские паломники в Дейр-эз-Зоре, в 94 годовщину Геноцида армян в Османской империи

Армяне в Сирии, или Сирийские армяне (з.-арм. Սուրիոյ Հայերը, араб. أرمن سوريا‎) — этническое армянское меньшинство в Сирии.

## Численность и расселение
По данным Министерства диаспоры Армении в Сирии проживает порядка 100 тысяч армян, из которых порядка 60 тысяч в Алеппо, 8 тысяч в Эль-Камышлы, 6-7 тысяч в Дамаске.
Современная армянская община Сирии сформировалась в 1915—1920 годах, в результате массового насильственного переселения в период геноцида армян в Османской Турции. В 1918 году численность сирийских армян составляла 142 тысячи человек, из которых 60 тысяч приходилось на Алеппо. Впоследствии часть сирийских армян постепенно эмигрировала в Ливан, страны Европы, Канаду, США и советскую Армению (в 1946—1948 и в 1964—1966 годах).
Многие армяне были вынуждены покинуть Сирию из-за начавшейся там в 2011 году гражданской войны. По состоянию на январь 2014 года в Армении проживалo 11 тысяч беженцев-армян из Сирии. К концу 2015 года количество армян, переехавших в Республику Армения с начала конфликта в Сирии, оценивалось в пределах 30 тысяч человек, многие из которых затем уехали из Армении в другие страны — в основном в США и Канаду. По данным министерства диаспоры Армении, к концу 2015 года в Сирии оставалось порядка 20 тысяч армян.

## История
В IV—V веках многие молодые армяне получали образование в городах Сирии. Число армян в Сирии увеличилось особенно в IX—XI веках вследствие политики византийских императоров по переселению армян в Северную Сирию, а также падения Армянского царства Багратидов (1045 год), нашествий с востока турок-сельджуков (см. статью Исторические миграции армянского населения) а впоследствии и падения Киликийского армянского царства (1375 год). Армяне селились в Дамаске, Паясе, Александретте, Алеппо. Большинство правителей Антиохии были армянами. Сирийские армянские торговцы имели тесные связи с европейскими центрами торговли. Товары армянских ювелиров, красильщиков, шелководов, мастеров по изготовлению изделий из перламутра пользовались высоким спросом. В средневековой Сирии в армянских общинах процветало также искусство. Составлялись, копировались и иллюстрировались многие Евангелия, песенники и лечебники.
В XVI веке после установления турецкого владычества в Сирии для местных армянских общин образовались неблагоприятные условия. Со второй половины XIX века в начавшемся здесь движении против турецкого ига участвовали также сирийские армяне в составе организованного в 1916 году Французского армянского легиона.

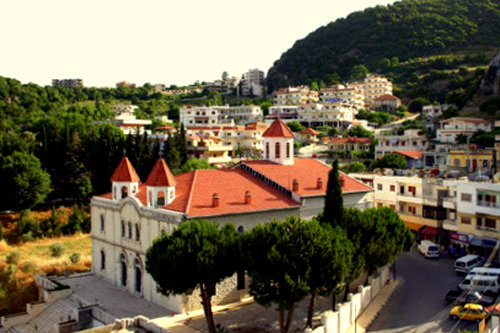
Город Кесаб на северо-западе Сирии населён преимущественно армянами

Ещё одно массовое переселение армян в Сирию произошло в период геноцида армян. Современная армянская община Сирии сформировалась в начале 1920-х годов из армянских беженцев из Западной Армении и Киликии. Формированию и развитию национальной, общественной и духовно-культурной жизни армянской общины способствовало доброжелательное отношение к ней со стороны арабского населения Сирии.
Несмотря на эмиграцию сирийских армян в европейские страны вследствие сохраняющейся с середины XX века политической нестабильности в регионе Ближнего Востока, в Сирии все ещё проживает значительное число армян, в частности в Алеппо, а также в Дамаске, Хомсе, Латакии, Кесабе, Эль-Камышлы, Тартусе, Дейр-эз-Зоре, Рас-эль-Айне и других населённых пунктах. Большинство из них занято в сфере промышленности, много ремесленников, торговцев, есть предприниматели, государственные и военные деятели. Высока также роль интеллигенции: учителей, писателей, музыкантов, инженеров и архитекторов. Армянская община имеет свои церкви, национальные училища, газеты и журналы, типографии, молодёжные, культурные, благотворительные и спортивные центры, земляческие союзы. Важными культурными очагами сирийских армян являются Сарьянская академия, труппа «Петрос Адамян», певческие коллективы «Ай кнар» и «Звартноц».
В Сирии действуют две епархии Армянской апостольской церкви: Берийская (Алеппо) и Дамаскская. Есть также приходы Армянской католической и Армянской евангелистской церквей.

## Музыка, исполнительское искусство и театр
Многие армяне из Сирии получили национальную и международную известность в области музыки и театра. Саллум Хаддад из армянской деревни Якубия — известный современный актёр сирийской и арабской драмы. Руба аль-Джамал, по рождению Джовинар Гарабедян, был известным исполнителем классической арабской песни. Многие другие сирийско-армянские певцы и музыканты, такие как Джордж Тутунджян, Карниг Саркисян, Пол Багдадлян, Сетраг Овигян, Арсен Григорян, Карно и Раффи Оганян, стали известными артистами. Многие получили международную известность, в том числе Арам Тигран, Хейг Язджян, Авраам Руссо, Вади Мрад, Талар Декрманджян, Лена Чамамян и дирижёр Сирийского национального симфонического оркестра Мисак Багбударян.